# Merton Beckwith-Smith
Merton Beckwith-Smith (11 juillet 1890 - 11 novembre 1942) est un officier de l'armée britannique pendant la Première et la Seconde Guerre mondiale.

## Biographie
Après des études à Eton et à Oxford, il est rejoint les Coldstream Guards en 1910. Il sert au sein de ce régiment tout au long de la Première Guerre mondiale, avant de devenir officier d'état-major de la Guards Division.
Après avoir fréquenté le Staff College de Camberley de 1921 à 1922, Beckwith-Smith est transféré en 1930 aux Welsh Guards, au cours duquel il commande le 1er bataillon de 1932 à 1937. S'ensuit divers commandements de district en Inde jusqu'au déclenchement de la Seconde Guerre mondiale.
En 1940, il se voit confier le commandement de la 1re brigade de garde, qui fait partie du corps expéditionnaire britannique envoyé en France en 1939/1940. Après la bataille de France et la retraite de Dunkerque, où il fut évacué en Angleterre, Beckwith-Smith reçut le commandement de la 18e division d'infanterie de l'Army Reserve, qu'il entraîna en prévision de son prochain déploiement à l'étranger.
Au début de 1942, après plusieurs semaines de transit, la division de Beckwith-Smith est débarquée à Singapour. Les forces japonaises envahissent l'île le 8 février. En raison de la stratégie défensive mise en place par le commandant des forces alliées, le lieutenant-général Arthur Percival, la plupart des soldats de la 18e division britannique sont rapidement dépassés. 80 000 soldats britanniques et du Commonwealth se rendent le 15 février, dont Beckwith-Smith et sa division. En août 1942, il fut transféré à Formose avec Percival et tous les officiers supérieurs de Singapour.
Le 11 novembre 1942, Merton Beckwith-Smith est décédé de diphtérie alors qu'il était prisonnier de guerre au camp de Karenko.
En 1946, la Imperial War Graves Commission (aujourd'hui Commonwealth War Graves Commission) exhuma les restes des prisonniers de guerre de Taiwan et les inhuma au cimetière de guerre de Sai Wan à Hong Kong. De nombreuses années plus tard, Jack Edwards identifia sa tombe à la demande de la princesse de Galles Diana Spencer,.